# Третяківка (Синельниківський район)
Третякі́вка — село в Україні, у Славгородській селищній територіальній громаді Синельниківського району Дніпропетровської області. Населення за переписом 2001 року становить 151 особа. 

## Історія
7 (20) листопада 1917 року, відповідно до Третього Універсалу Української Центральної Ради, увійшло до складу Української Народної Республіки.
До 2017 року орган місцевого самоврядування - Гірківська сільська рада.
12 червня 2020 року, відповідно до розпорядження Кабінету Міністрів України № 709-р від «Про визначення адміністративних центрів та затвердження територій територіальних громад Дніпропетровської області», увійшло до складу Славгородської селищної громади.
19 липня 2020 року, в результаті адміністративно-територіальної реформи та ліквідації   Синельниківського (1923—2020) району, село увійшло до складу новоутвореного Синельниківського району.

## Географія
Село Третяківка знаходиться на лівому березі річки Нижня Терса, вище за течією на відстані 0,5 км розташоване село Тургенєвка, нижче за течією на відстані 2 км розташоване село Запорізьке, на протилежному березі - села Володимирівське і Новоолександрівське. Поруч проходить залізниця, станція Славгород-Південний за 3,5 км.

## Населення

### Мова
Розподіл населення за рідною мовою за даними перепису 2001 року:
| Мова       | Кількість | Відсоток |
| ---------- | --------- | -------- |
| українська | 121       | 80.13%   |
| російська  | 26        | 17.22%   |
| вірменська | 3         | 1.99%    |
| білоруська | 1         | 0.66%    |
| Усього     | 151       | 100%     |

## Інтернет-посилання
- Погода в селі Третяківка [Архівовано 20 грудня 2011 у Wayback Machine.]